# Adam Willard
Adam David Willard (født 15. august 1973 i San Diego, Californien), kendt professionelt af pseudonymet Atom, er en amerikansk trommeslager, der har været medlem af flere markante bands. Willards trommespils karriere begyndte i 1990, da han tiltrådte i Rocket from the Crypt, med hvem han forblev med indtil år 2000. Efterfølgende sluttede han sig til The Special Goodness og The Offspring, og i 2005 blev han en af grundlæggerne bag Angels and Airwaves.